# Domina Jalbert

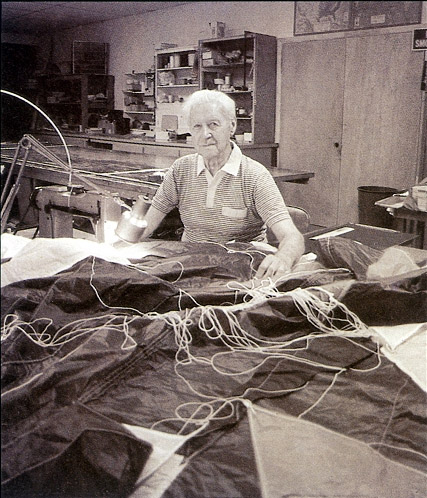
Jalbert in seiner Werkstatt (1989)

Domina Cleophas Jalbert (* 5. Dezember 1904 in Saint-Michel-des-Saints in Québec; † 26. Juni 1991) war ein kanadischer Aerodynamiker und gilt als Erfinder des matratzenförmigen Flächenfallschirms. Durch die Nutzung von Ballon-, Fallschirm-, Tragflächen- und Drachenmerkmalen gelang ihm die Erfindung einer gestängelosen, durch den Fahrtwind (Staudruck) aufgeblasenen und dadurch steifen Tragfläche mit enormer Auftriebskraft, die Parafoil (Gleitsegel). 1964 meldete er die Parafoil zum Patent an. Sie ermöglichte die Ablösung der damals verwendeten Rundkappen-Fallschirme. Das Prinzip dient der Konstruktion heutiger Flächenfallschirme für das Gleitschirmfliegen, Fallschirmspringen oder Kitesurfen.

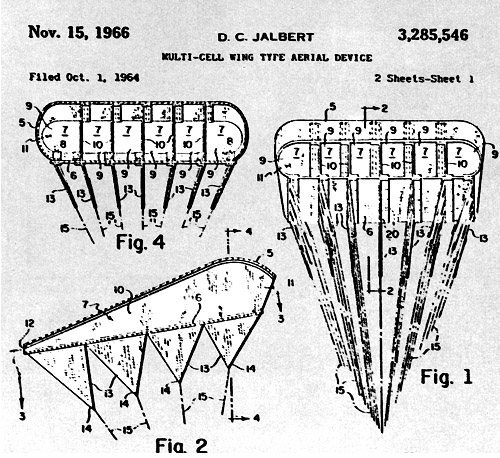
Patentzeichnung des Parafoil (1964/1966)

## Wirken
Domina Jalbert wurde in Saint-Michel-des-Saints (Québec) geboren. In seiner Jugend zog seine Familie nach Woonsocket (Rhode Island), wo er die US-amerikanische Staatsbürgerschaft erhielt. Als Pionier der Luftfahrt erwarb er im Jahr 1927 eine private Pilotenlizenz – als 626. Amerikaner überhaupt. Dank seiner großen Leidenschaft für Flugdrachen folgten bald eigene Konstruktionen. 1930 wurde er mit Beginn des Krieges von der United States Rubber Co. eingestellt, um an der Konstruktion von Fesselballons mitzuwirken. Seine erste große Erfindung war der Kytoon, eine Kombination aus Kite und (Leichter-als-Luft-)
Ballon, der erstmals 1943 flog. Verwendet wurden Kytoons für das Erstellen von Luftbildern, das Installieren von Radioantennen, die Atmosphärenforschung, das Heben von Baumstämmen usw. Jalbert gründete im Jahre 1949 das Unternehmen „Jalbert Aerology Laboratory“, das sich bald mit der Konstruktion von Fallschirmen beschäftigte. Während eines Fluges mit seinem Beechcraft-Flugzeug im Jahre 1953 hatte Jalbert den Einfall, einen Fallschirm in Form eines Flügels zu konstruieren: Die Parafoil, ein flexibler Flügel mit offenen Zellen, der durch die Strömung der Luft Auftrieb erzeugt. Nach Erteilung des Patents im Jahr 1966 erweckte die Parafoil unmittelbar öffentliches Interesse und wurde von einigen als der größte Fortschritt beim Fallschirmdesign seit Leonardo da Vinci bezeichnet.